# Římskokatolická farnost Podbořánky
Římskokatolická farnost Podbořánky (něm. Podersanka) je zaniklá farnost litoměřické diecéze, která se nacházela v Podbořánkách na lounsku. Centrem farnosti byl kostel sv. Jakuba Většího v Podbořánkách.

## Historie
Původní středověká farnost (plebánie) zanikla zřejmě za husitských válek. V roce 1786 byla v místě zřízena lokálie a v roce 1858 samostatná farnost. Původně patřila do vikariátu Jesenice (Jechnitz) a poté byla krátce součástí lounského vikariátu. Od 1. 6. 1993 byla přiřazena do plzeňské diecéze. Od 14. dubna 2003 byla sloučena do farnosti Jesenice a od 3. února 2005 právně zanikla.

### Duchovní správcové vedoucí farnost
Začátek působnosti jmenovaného v duchovní správě farnosti od roku:
- Andreas
- 1370   Wenceslaus de Rosendorfii
- Nicolaus, † 1403
- 1403   Mansv. z Kožlan
- Litvín † 1411
- 1411   Joannes
- Henslin
- 1415   Lando
- Blasius
- 1786   proto-loc. (prvo-lokalista) Franc. Laube, † 25. 6. 1816
- 1805   Simeon Hauner, † 30. 5. 1814
- 1814   Mathias Chwoyka, n. 12. 2.  1784 Pladnens., o. 9. 4. 1809, † 30. 11. 1848
- 1819   Franc. Anton. Jena, n. 15. 1. 1787 Saaz, o. 17. 8. 1809, † 11. 8. 1839
- 1827    Anton. Fiedler, n. 15. 2. 1782 Alt Ehrenberg., o. 31. 8. 1807, † 9. 7. 1867
- 1840   Adalbert Novaček, n. 23. 4. 1803 Augezdl., o. 25. 7. 1830, † 4. 6. 1846
- 1843   Ignat. Pollak, n. 27. 7. 1805 Novodom., o. 25. 7. 1831, † 13. 2. 1888
- 1850   Franc. Tausche, n. 30. 11. 1808 Boscov., o. 3. 8. 1835, † 25. 1. 1855
- 1852   Anton. Langer, n. 7. 12. 1812 Lindenav., o. 3. 8. 1836, † 22. 7. 1855
- 1855   proto par. (1. farář) Florian. Heller, n. 22. 3. 1820 Mertensdorf, o. 25. 7. 1843, † 23. 3. 1879
- 1866   Sigism. Braeunel, n. 27. 12. 1830 Waltsch., o. 25. 7. 1855
- 1872   Car. Rauscher, n. 26. 8. 1834 Reitschowes, o. 1. 8. 1859, † 8. 1. 1900
- 1881   Adolph. Malley, n. 8. 12. 1846 Bilin, o. 23. 7. 1870, † 6. 6. 1915
- 1885   Jos. Sigmund, n. 6. 1. 1850 Weinern, o. 25. 7. 1874, † 10. 7. 1923
- 1890   Jos. Piskač, n. 21. 1. 1864, Rožátov, o. 22. 5. 1887, † 11. 8. 1928
- 1894   Joann. Hergl, n. 25. 6. 1866 Kronsdorf, o. 6. 5. 1889, † 5. 5. 1921
- 1898   Franc. Tschochner, n. 26. 4. 1868 Atschau, o. 17. 7. 1892, †  24. 9. 1916
- 1901   Ludovic. Svatoš, n. 19. 8. 1867 Lischau, o. 10. 9. 1890
- 1906   par. vacat, admin. int. Paul. Kaufhold
- 1907   Paul. Kaufhold, n. 16. 12. 1877 Magdeburg (G), o. 13.7.1902, † 28. 8. 1915
- 1909   par. vacat, admin. int. Jos. Zilles
- 1910   Jos. Zilles, n. 4. 11. 1868 Wickrath, (G.), o. 31. 3. 1895
- 1913   Joann. Puhl, n. 24. 5.  1881 Bürgstein, o. 28. 10. 1906, † 6. 12. 1928
- 1916   par. vacat, admin. int. Bern. Holterhues
- 1917   Bern. Holterhues, n. 27. 6. 1884 Bramsche (Germ.), o. 14. 7. 1911
- 1918   par. vacat, Joann. Krowarz
- 1920   Jos. Bensch, n. 12. 8. 1880 Kriesdorf, o. 21. 12. 1904, † 13. 11. 1962
- 1923   Jos. Kammer, n. 23. 5. 1861 Bodenbach, o. 22. 5. 1887, † 17. 2. 1929
- 1929   Jos. Gernert, n. 12. 4. 1899 Lewin, o. 1. 7. 1923, † 12. 7. 1976
- 1930   par. vacat, admin. excurr. Franc. Albrecht
- 1932   Ferd. Kraupner, n. 25. 4. 1878 Gewitsch (M), o. 13. 7. 1902, † 8. 12. 1962
- 1936   par. vacat, admin. excurr. int. Petr Bioly
- 1938   par. vacat, admin. int. Hieron. Bochnia
- 1941   par. vacat, admin. excurr. Anton. Auer
- 10. 8. 1942 par. vacat, admin. int. excurr. Bernard. Reining
- 10. 12. 1943 par. vacat, admin. int. excurr. Otto Jiru
- 1. 1.  1944 Otto Jiru, n. 26. 5. 1904 Deutsch-Gabel, o. 15. 3. 1936
- 1. 2.  1954 Ladislav Cikryt
- 1. 11. 1959 Jan Kolář
- 1. 4.  1962  Alois Raška
- 1. 9.  1984  Petr Havran
- 15. 1. 1985 Josef Dolista
- 1. 2. 1990   Miroslav Kubík

od 1. 6. 1993 diec. Pilsnensis, nunc par. Jechnicium